# ハラスジヤマガメ
ハラスジヤマガメ（Rhinoclemmys funerea）は、爬虫綱カメ目イシガメ科アメリカヤマガメ属に分類されるカメ。

## 分布
コスタリカ東部、ニカラグア東部、パナマ北西部、ホンジュラス（ココ川水系）

## 形態
最大甲長33センチメートルとアメリカヤマガメ属最大種。オスよりもメスの方が大型になり、オスは甲長25センチメートル以上に達することはまれ。背甲の色彩は黒や暗褐色で、斑紋が入らない。左右の肛甲板の間にはごく浅い切れ込みが入る。腹甲の色彩は黒や暗褐色で、外縁や甲板の継ぎ目（シーム）は淡黄褐色や灰白色で特に腹甲の正中線上に沿った明色部は大きい。種小名funereaは「黒っぽい、地味な」の意で、英名は全身の色彩に由来する。和名や独名bauchstreifenは、腹甲の中央部の明色に由来する。
頭部はやや小型か中型。吻端はやや突出し、上顎の先端は浅く凹む。虹彩は褐色や暗赤色。頭部の色彩は黒や暗褐色で、眼後部から後方に向かい1本の黄色や淡橙色の筋模様が入る。吻端と目の間や吻端から上顎にかけては明瞭な斑紋が入らない。下顎や喉の色彩は淡黄色や淡橙色で、暗色の斑点が入る。指趾の間には水掻きが発達する。四肢には黄色や橙色の斑点が入る。大型個体では頭部の斑紋や四肢の斑点が不明瞭になることが多い。
卵は長径6.8-7.6センチメートル、短径3.5-3.9センチメートル。孵化直後の幼体は甲長5.5センチメートル。幼体は肋甲板に不明瞭な黄褐色の斑紋や筋模様が入る個体もいるが、成長に伴い消失する。眼後部から後方に向かう筋模様の下に2本の筋模様が入るが、成長に伴い複雑な模様になる個体が多い。
幼体やオスは背甲がややドーム状に盛り上がる。メスは背甲がやや高いドーム状に盛り上がる。

## 分類
核DNAとミトコンドリアDNAの分子系統学的解析から属内ではアシポチヤマガメ、カンムリヤマガメ、クロムネヤマガメ、ハナトガリヤマガメ、ミゾヤマガメと単系統群を形成すると推定されている。

## 生態
低地の熱帯雨林内にある河川、池沼、湿原などに生息する。多数の個体が集まり、水辺の樹上や倒木の上で日光浴することもある
食性は植物食で、草、木の葉、果実、シダなどを食べる。
繁殖形態は卵生。1回に3個の卵を最大4回に分けて産む。。

## 人間との関係
生息地では食用や薬用にされたり、民芸品の材料とされることもある。
ペットとして飼育されることもあり、日本にも輸入されている。コスタリカやパナマでは野生のカメの輸出が厳しく制限され、ニカラグアやホンジュラスでもカメの輸出が制限されるようになったため、流通量は少ない。飼育下でも果実を好むが、昆虫や肉も食べ、植物質の多いリクガメ用の配合飼料、動物質の多い水棲ガメ用の配合飼料にも餌付く。